# Swartzia acreana
Swartzia acreana är en ärtväxtart som beskrevs av John Macqueen Cowan. Swartzia acreana ingår i släktet Swartzia och familjen ärtväxter. Inga underarter finns listade i Catalogue of Life.